# تل الهوا
تل الهوا مزرعة في قرية تل الورد في ناحية قرى مركز المخرم التابعة لمنطقة المخرّم في محافظة حمص في سورية.